# بخش کلی، شهرستان هوبارد، مینه سوتا
بخش کلی (به انگلیسی: Clay Township) یک منطقهٔ مسکونی در ایالات متحده آمریکا است که در شهرستان هابارد، مینه‌سوتا واقع شده‌است.
 بخش کلی ۹۳٫۶ کیلومتر مربع مساحت و ۴۹ نفر جمعیت دارد و ۴۷۰ متر بالاتر از سطح دریا واقع شده‌است.